# Unbiuniu
Unbiuniul, cunoscut și sub numele de eka-actiniu sau pur și simplu elementul 121, este elementul chimic ipotetic cu simbolul Ubu și numărul atomic 121. Unbiuniu și Ubu sunt numele și simbolul sistematic asignate temporar de catre IUPAC, fiind utilizate până in momentul descoperirii, confirmarii și deciziei asupra unui nume permanent pentru elementul chimic. 
În tabelul periodic al elementelor, se așteaptă să fie plasat ca un prim element dintre superactinide și al treilea element în a opta perioadă . A atras atenția din cauza unor predicții că ar putea fi în insula stabilității, deși calculele mai noi se așteaptă ca insula să apară la un număr atomic puțin mai mic, mai aproape de coperniciu și fleroviu . Este, de asemenea, probabil să fie primul dintr-un nou bloc g de elemente.
Unbiuniul nu a fost încă sintetizat. Este considerat a fi unul dintre putinele elemente accesibile cu tehnologia actuala; limita ar putea fi oriunde între elementul 120 și 124 . De asemenea, va fi probabil mult mai dificil de sintetizat decât elementele cunoscute până acum până la 118 și totuși mai dificil decât elementele 119 și 120. Echipele de la RIKEN din Japonia și de la JINR din Dubna, Rusia iau in calcul incercarea sintezei elementului 121 în viitor, după ce vor încerca sintetizarea elementelor 119 și 120.
Poziția unbiuniului în tabelul periodic sugerează că ar avea proprietăți similare cu lantanul și actiniul ; cu toate acestea, efectele relativiste pot cauza unele proprietati să difere de cele așteptate dintr-o aplicare directă a tendințelor periodice . De exemplu, unbiuniul este de așteptat să aibă o configurație electronică de valență de 2 p, în loc de s 2 d de lantan și actiniu sau s 2 g conform  regulei Madelung, dar nu se prevede că acest lucru îi va afecta foarte mult chimia. Pe de altă parte, ar scădea semnificativ prima sa energie de ionizare dincolo de ceea ce ar fi de așteptat de la tendințele periodice.